# Antony Segard
Pour les articles homonymes, voir Segard.
Antony Segard, né le 19 juillet 1994 à Villepinte, est un samboïste français.
Il obtient la médaille de bronze dans la catégorie des moins de 100 kg aux Championnats du monde de sambo 2020 à Novi Sad.